# Esplosivista civile
L'esplosivista civile (detto anche fochino) è una figura professionale preposta al maneggio e alla preparazione degli esplosivi per utilizzo ed impiego civile.
Il fochino è abilitato ad esercitare questa attività dopo aver sostenuto presso una Prefettura un esame teorico-pratico dove viene esaminato da un'apposita commissione (la commissione tecnica territoriale in materia di sostanze esplodenti) e dove deve dimostrare la sua capacità tecnica. Il fochino è abilitato anche all'accensione dei fuochi d'artificio professionali con licenza di Polizia secondo l'art. 57 TULPS. La licenza per esercitare il mestiere ha validità triennale, mentre il certificato di idoneità (capacità tecnica) è a tempo indeterminato.
La mansione principale pero' viene svolta nel campo minerario, nell'edilizia e soprattutto nel settore delle demolizione.

## Disciplina normativa italiana
In Italia, il Testo Unico delle Leggi di Pubblica Sicurezza (TULPS) stabilisce quali siano i requisiti necessari per poter svolgere la predetta mansione. Inizialmente, ai sensi dell'art. 35 del TULPS i candidati sono soggetti all'ottenimento dell'idoneità psicofisica da parte della ASL, da un medico militare o da un medico della Polizia di Stato e al nulla osta della Questura competente per territorio. Successivamente devono superare un esame teorico-pratico, dinanzi alla commissione tecnica territoriale in materia di sostanze esplodenti, che in caso di esito favorevole, rilascia il patentino da "fochino".
Ai sensi dell'art.13 del T.U.L.P.S. la patente da fochino ha validità triennale, come previsto dall'art. 13 comma 1 lettera a) del Decreto Legge n. 5 del 9 febbraio 2012 convertito con modificazioni nella Legge 4 aprile 2012, n. 35 e precisato nella Circolare del Ministero dell'Interno del 22 febbraio 2012. Prima della scadenza della licenza si richiede il rinnovo, per ulteriori tre anni.
Essendo un'autorizzazione di polizia può essere sempre soggetta a revoca nel caso in cui vengano meno i requisiti che ne hanno favorito la concessione.